# Tramwaje w Uściu nad Łabą

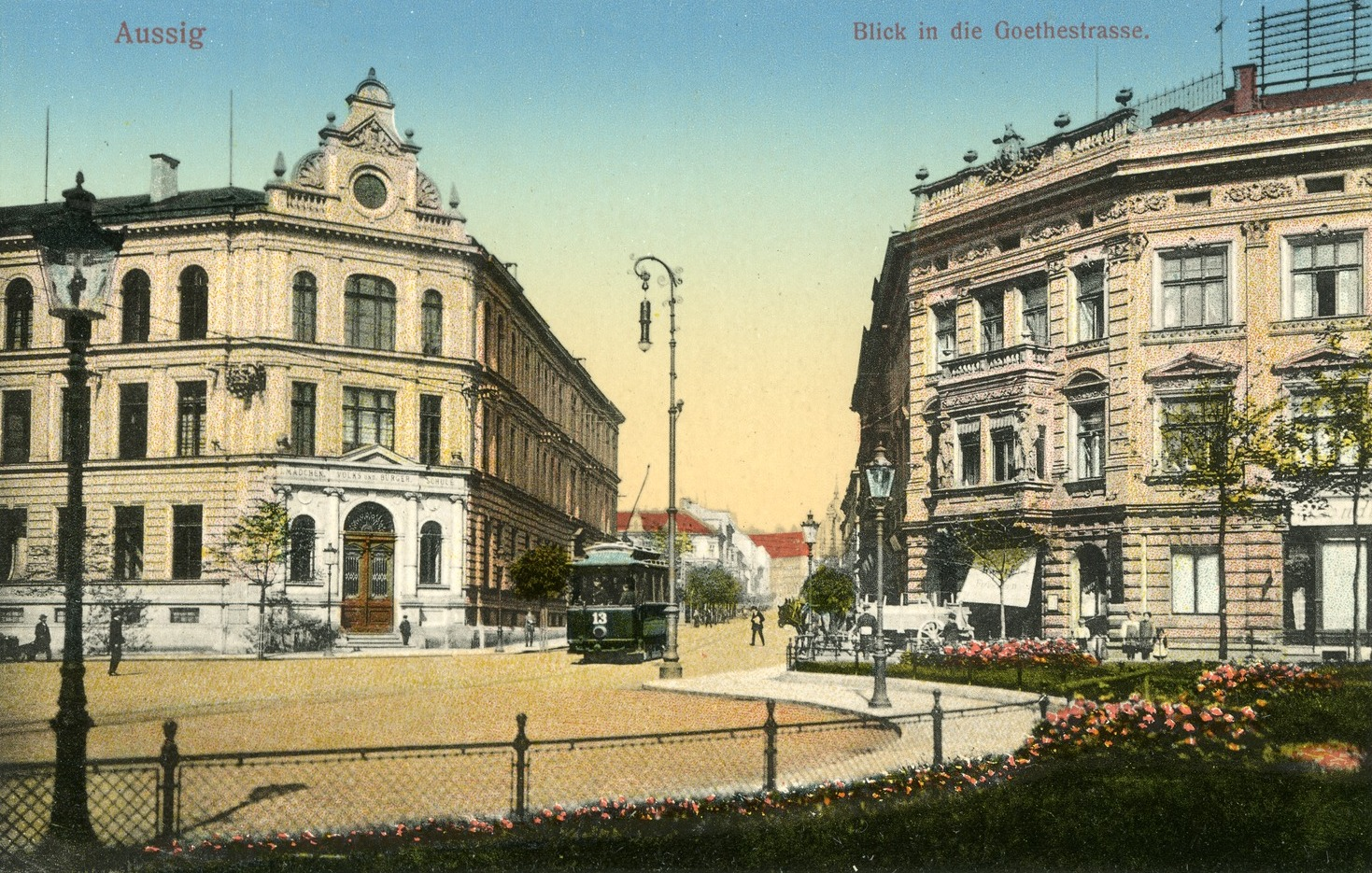
Wagon nr 13 na Goethestraße, 1911

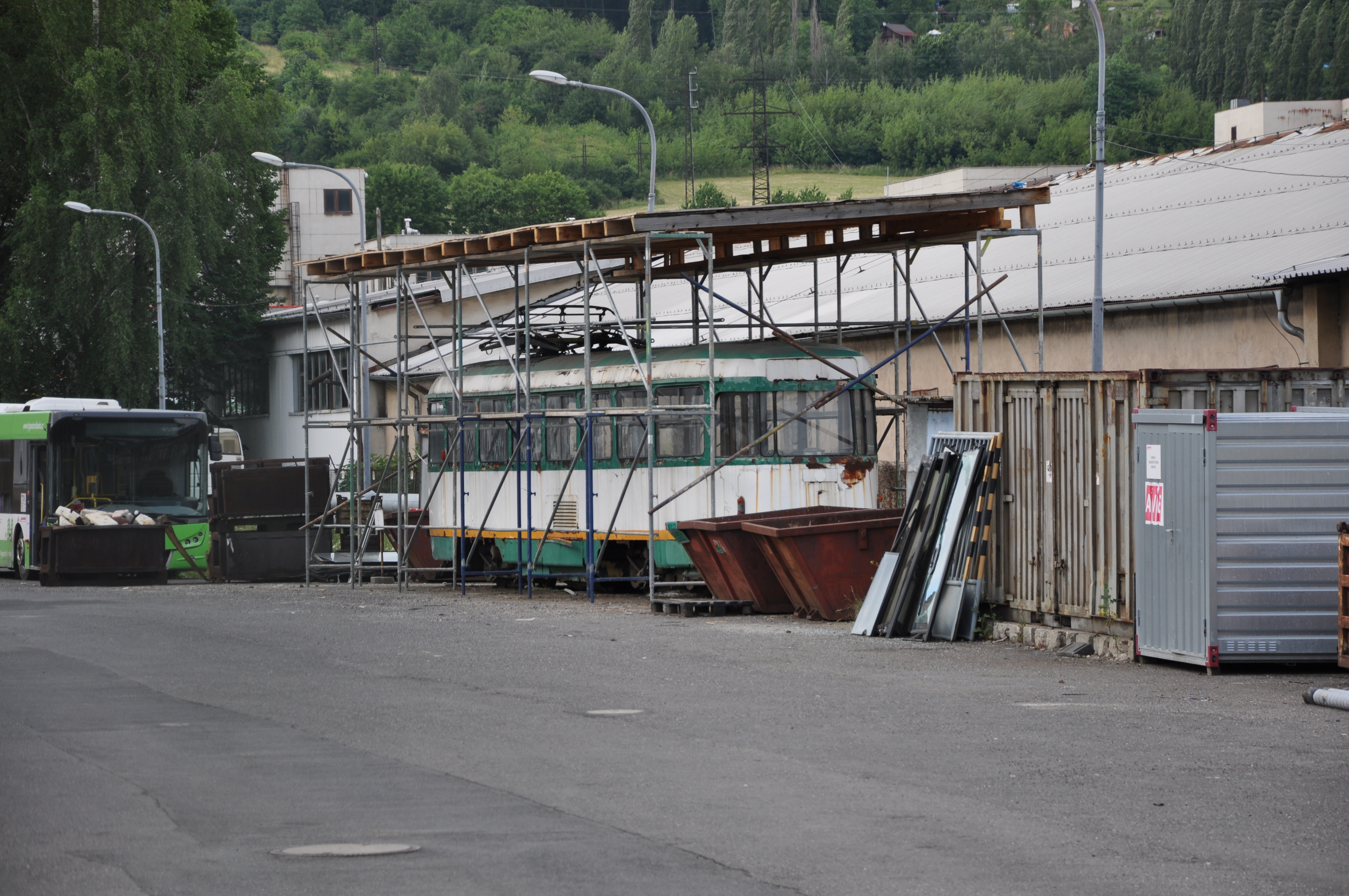
Sprowadzona z Liberca Tatra T2 na terenie zajezdni Předlice

Tramwaje w Uściu nad Łabą – system tramwajowy w czeskim mieście Uście nad Łabą, działający w latach 1899–1970.
W okresie największego rozwoju (lata 30. i 40. XX wieku) miasto posiadało trzecią co do wielkości, po praskiej i brneńskiej, sieć tramwajową w kraju, która po likwidacji została zastąpiona przez autobusy.

## Historia
Jeżeli nie podano inaczej, nazwy ulic i placów w tekście odnoszą się do czasów współczesnych

### Początki
Decyzję o budowie w Uściu nad Łabą sieci tramwajowej podjęto w 1895 r. Rok później miasto otrzymało koncesję na budowę linii. W 1898 władze miejskie zawarły umowę w sprawie eksploatacji tramwajów ze spółką AEG i utworzyły wspólne przedsiębiorstwo, mające zająć się obsługą linii. Wkrótce przystąpiono do prac budowlanych. Pierwsza próbna jazda tramwaju odbyła się 1 czerwca 1899, a regularne kursy rozpoczęły się 1 lipca tego roku. Początkowo w Uściu znajdowały się dwie linie: pierwsza wiodła z Předlic przez śródmieście do Krásného Března na wschodnim krańcu miasta, druga zaczynała się koło teatru miejskiego, a kończyła w północnej dzielnicy Klíše. Oba odcinki (o prześwicie toru 1000 mm) były jednotorowe, z mijankami, a ich łączna długość wynosiła ok. 7,5 km. Zajezdnia znajdowała się przy pl. Špitálským.

### Rozwój sieci
Pierwszą zmianą w układzie linii tramwajowych było przedłużenie w 1903 trasy z Klíš do Bukova (o ok. 1,5 km). Sześć lat później miasto przejęło spółkę operującą siecią, zmieniając jednocześnie jej nazwę na Elektrizitätswerk der Stadt Aussig (ESA, pol. Spółka Elektryczna Miasta Uścia'). Był to początek szybkiego rozwoju usteckich tramwajów. Jeszcze w 1909 r. linię rozpoczynającą się przy teatrze przedłużono do dworca głównego w południowo-wschodniej części śródmieścia, a w 1912 r. tramwaje wyjechały poza granice miasta – z Bukova przez Varvažov do wsi Telnice. W 1914 r. na odcinku Teatr – Bukov zbudowano drugi tor, a w Bukovie powstała nowa zajezdnia. W kolejnym roku dokonano przedłużenia drugiej linii – z Předlic do miasta Trmice, a z Krásného Března do Neštěmic (dzielnica Uścia od 1986, wcześniej przez dziesięć lat samodzielne miasto).
W 1917 ESA uzyskała koncesję na prowadzenie tramwajowych przewozów towarowych. W niedługim czasie w całym mieście powstał szereg bocznic do zakładów przemysłowych (większość do 1922).
W latach 20. XX w. na najbardziej uczęszczanych trasach położono drugi tor, zwiększając tym samym możliwości przewozowe, a na niektórych krańcówkach zbudowano pętle. W drugiej połowie tego dziesięciolecia tramwaje dotarły do południowych krańców Uścia – dzielnicy Vaňov. W 1929 dokonano kolejnego rozszerzenia sieci poza granice miasta, do Chabařovic, a w 1930 zbudowano trasę obiegającą dzielnicę Klíše. W 1936 r. tramwaje przekroczyły Łabę – rozpoczęto eksploatację odcinka z centrum do Střekova. Krótko przed wybuchem II wojny światowej nieznacznie przedłużono linię w Vaňovie. W 1937 r. w Uściu nad Łabą istniało dziewięć linii tramwajowych (oznakowanie wprowadzono w 1924), a długość torowisk wyniosła 47 km – była to trzecia pod względem wielkości sieć tramwajowa w Czechosłowacji.
W początkach 1945 r., na skutek bombardowań miasta, doszło do częściowego zniszczenia torowisk i sieci trakcyjnej (najbardziej ucierpiało śródmieście i linia do Vaňova). Tramwaje, po naprawie szkód, ponownie wyjechały na ulice miasta w czerwcu 1945 r.
W 1947 w Uściu nad Łabą doszło do największego wypadku tramwajowego w historii Czech – 13 lipca na skutek awarii układu hamulcowego, w Bukovie wykoleił się tramwaj linii nr 1 jadący w kierunku centrum. Zginęło 30 osób, a rannych zostało 76 (w tym 45 ciężko).
W latach 1950–1954 powstała nowa zajezdnia w Nowych Předlicach. W pierwszej połowie lat 50. doszło również do przełożenia tras tramwajowych w śródmieściu, budowy kilku nowych podstacji i pętli na większości krańcówek, a także zasilenia taboru nowymi wozami typu 6MT.

### Likwidacja
| Telnice – Varvažov – Užín – Všebořice       | 31.12.1955 |
| Vaňov – Vrkoč – Zdymadla – Bílinský most    | 31.12.1958 |
| Chabařovice – Hrbovice – Předlice zajezdnia | 31.08.1963 |
| Beethovenova – Lázně Klíše – Špitálské nám. | 04.04.1966 |
| Střekov dworzec – Děčínská – Předmostí      | 30.06.1968 |
| Všebořice – Bukov                           | 30.11.1968 |
| Bukov – Sady Bedřicha Smetany               | 31.12.1968 |
| Trmice – Nové Předlice                      | 31.01.1970 |
| Krásné Březno – Neštěmice                   | 31.01.1970 |
| Předlice zajezdnia – Krásné Březno          | 01.06.1970 |
| Špitálské nám. – Teatr (trasa techniczna)   | 01.06.1970 |
| Bílinská ulice (trasa techniczna)           | 01.06.1970 |

Pierwszą zlikwidowaną trasą był w 1955 odcinek z Telnic do Bukova (przebiegał przez tereny planowanej kopalni węgla brunatnego). Trzy lata później zlikwidowano trasę do Vaňova, a w 1963 podmiejską linię do Chabařovic. W połowie lat 60. podjęto decyzję o całkowitym zastąpieniu przewozów tramwajowych autobusowymi. W ciągu kilku lat tramwaje przestały jeździć m.in. do Bukova (1968), Klíš (1966–1968) i Střekova (1968).
Ostateczny koniec usteckich tramwajów nastąpił w 1970 r. W styczniu tego roku kursowały już tylko dwie linie: nr 3 z Trmic do Neštěmic i nr 9 z Trmic do Krásného Března. 31 stycznia zlikwidowano linię nr 3 i skrócono „9” do Předlic, a następnie rozebrano torowiska na odcinku Trmice – Předlice i Krásné Březno – Neštěmice. Ostatni ustecki tramwaj wyjechał na trasę Předlice – Krásné Březno 1 czerwca 1970 o godzinie 17.45. Od następnego dnia w Uściu nad Łabą funkcjonowała już wyłącznie komunikacja autobusowa. Dopiero w 1988 roku do Uścia powrócił elektryczny transport publiczny w formie trolejbusu.

## Tabor
W początkach istnienia usteckich tramwajów po mieście jeździło szesnaście wagonów silnikowych z wytwórni Grazu, z wyposażeniem elektrycznym z koncernu AEG. W następnych latach tabor uzupełniano o kolejne pojazdy z Grazu. Na przełomie lat 20. i 30. XX wieku dodano osiemnaście wagonów silnikowych z zakładów Ringhoffera. Na początku lat 50. dodano kilka tramwajów 6MT, a w latach 1959–1961 osiemnaście Tatr T2. W drugiej połowie lat 60., kiedy podjęto decyzję o likwidacji sieci tramwajowej, usteckie wagony były stopniowo sprzedawane do innych miast Czechosłowacji.